# Piombino

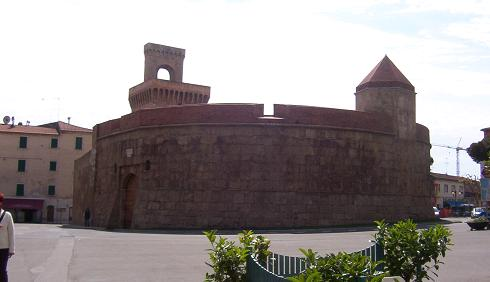
Rivellino, cổng chính cổ được xây 1447 bởi Rinaldo Orsini.

Piombino là một thị trấn thuộc tỉnh Livorno trong vùng Toscana nước Ý.
Đô thị Piombino có diện tích 129 ki lô mét vuông, có dân số 34.535 người (ngày 31 tháng 12 năm 2013).
Trung tâm thành phố, với các di tích lịch sử của nó từ thời Trung cổ đến thời hiện đại gần như hoàn toàn được bảo tồn. Từ xa, tuy nhiên Piombino gây một ấn tượng hiện đại, vì nhiều ngành công nghiệp đã định cư ở đó.

## Địa lý
Đô thị này có các đơn vị dân cư (frazioni) sau: 
Các đô thị giáp ranh: